# 梁洛郗
梁洛郗（葡萄牙語：Bobo Leong，約1993年—），澳門女藝人，2019年度澳門小姐競選三料冠軍。

## 生平
梁洛郗於澳門土生土長，童年時家境不佳。16歲開始從事模特兒工作，後也兼職化妝師、活動司儀、美妝YouTuber等職。
2019年，26歲的她參加澳門小姐競選，在比賽中表演了古箏彈奏及傘子舞，最終獲得冠軍、最上鏡小姐、友誼小姐三個獎項，成為三料冠軍，同年代表澳門參選國際小姐。
選美後嘗試了不同演藝工作，如時裝秀模特兒、賀年節目主持、微電影主演，亦曾到中國內地參與不少節目、劇集、活動，又與中國內地的媒體合作拍攝短片。

## 個人生活
與女藝人余凱欣為好友。

## 參演作品

### 微電影
- 2023年：《解鎖》（女主角）[8]

## 外部連結
- 梁洛郗的Instagram帳戶
- 澳門演藝人協會之梁洛郗介紹 （页面存档备份，存于）